# Charles Rich (4e comte de Warwick)
Charles Rich, 4e comte de Warwick (environ 1623-24 août 1673), est un pair et un homme politique anglais.

## Biographie
Il est le deuxième fils de Robert Rich (2e comte de Warwick) et Frances Hatton. Jeune homme, il est connu pour être beau, charmant, gai et sans le sou. Il épouse Mary Boyle, fille de Richard Boyle (1er comte de Cork), puis Catherine Fenton. Il devient intime avec Lady Mary lorsqu'il aide à la soigner pendant une attaque de rougeole. C'est un mariage d'amour: Mary, au grand mécontentement de son père, a refusé de contracter le mariage qu'il a arrangé avec James Hamilton, futur comte de Clanbrassil, au motif qu'elle le trouve répugnant et choisit Charles. Son père, qui l'aime sincèrement, donne finalement son consentement, ainsi qu'une dot généreuse, mais le couple ne semble pas avoir été heureux. Dans ses journaux, Marie parle de "disputes violentes et passionnées". Il y a peut-être eu des fautes des deux côtés, puisque Marie est exceptionnellement têtue et forte d'esprit (comme le montre son défi à son formidable père), mais il est généralement admis que la maladie chronique de Rich le rend féroce et tyrannique.

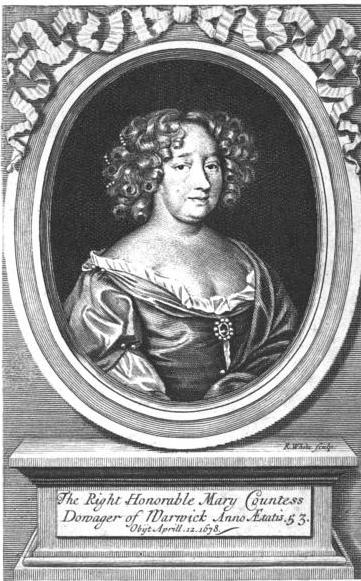
Mary, comtesse de Warwick.

Dans la vie publique, Rich représente Sandwich au Parlement de 1645 à 1648. Il est également Custos Rotulorum of Essex. Il succède à son frère Robert au comté en 1658.
Lord Warwick est décédé en 1673, après vingt ans de goutte. Son fils unique l'a précédé dans la tombe et n'a pas d'enfants de sa femme Anne Cavendish. Le titre est donc transmis à son cousin, Charles Rich, deuxième comte Holland. Son seul autre enfant, Elizabeth, est mort en bas âge. Malgré leurs querelles, il laisse tous ses biens à sa veuve pour sa vie, une attitude inhabituelle à l'époque. Elle est morte cinq ans plus tard.